# Teoria dos Refúgios
A teoria dos refúgios ou Teoria dos redutos é uma das explicações científicas para os padrões de biodiversidade e endemismo nas florestas Amazônica e Atlântica do Brasil. Foi proposta inicialmente por Jürgen Haffer. A teoria se baseia nas glaciações que causaram períodos de seca durante o Pleistoceno e levaram ao isolamento geográfico das espécies florestais e o consequente aumento das especiações, endemismos.

## A teoria
Em um trabalho publicado na revista Science em julho de 1969, o ornitólogo e biogeógrafo alemão Jürgen Haffer propôs que a imensa variedade da avifauna amazônica surgiu devido a vários períodos de seca durante o Pleistoceno e Holoceno, em que a Floresta Amazônica foi dividida em um número de pequenas florestas. Estes fragmentos florestais estariam separados uns dos outros por áreas abertas sem vegetação.  Desta forma, as florestas restantes teriam servido como “áreas de refúgio” para numerosas populações de animais florestais. Durante o período de isolamento geográfico, essas populações foram sofrendo especiação e originando diversas linhagens. Quando retornava o período úmido, as regiões abertas voltavam a apresentar vegetação e os fragmentos florestais se conectavam novamente, permitindo que aquelas populações estendessem sua distribuição. Este processo teria se repetido diversas vezes durante o Quaternário, levando a rápida diferenciação dos animais de floresta na Amazônia. 
Praticamente ao mesmo tempo, em 1970, o zoólogo e compositor brasileiro, Paulo Vanzolini chegava às mesmas conclusões que Haffer. Já era claro que o processo de especiação podia ser iniciado por eventos de vicariância, porém, na floresta amazônica não parecia haver eventos que justificassem a diversidade de espécies. Questionando se a continuidade genética poderia ser quebrada sem essa barreira fisiográfica, Vanzolini propôs uma mudança no padrão geográfico que poderia explicar a distribuição vicariante em ambientes contíguos. 
Através de seus estudos com répteis, Vanzolini propôs que o clima amazônico pode variar entre semiárido e úmido. Quando uma formação florestal cercada por áreas abertas estava no período da seca, a floresta sofria uma retração e levava espécies florestais a um isolamento. Eventualmente, um desses fragmentos florestais poderia vir a secar também, e os indivíduos contidos nessa região poderiam se adaptar ao ambiente aberto. As populações que ficaram dentro do refúgio e a que se diferenciou para viver fora da floresta passam então a ser vicariantes ecológicas.

### Construindo a Teoria dos Refúgios

Mapa confeccionado por Haffer em 1978 mostrando refúgios pleistocênicos que abrigaram pássaros na Amazônia

Iniciando seu trabalho, Haffer mostra que dados geomorfológicos da região norte da América do Sul, indicam que durante o período Quaternário, condições climáticas secas prevaleceram repetidas vezes na Amazônia, e estudos palinológicos revelaram que durante o Pleistoceno, grandes regiões amazônicas sofreram mudanças em sua vegetação. Desta forma, a continuidade da floresta amazônica encontrada atualmente aparenta ser uma condição recente e temporária.    
Segundo Haffer, a maioria das espécies amazônicas de floresta se originou de pequenas populações que foram isoladas de suas populações parentais. Para propor quais as possíveis localidades dos refúgios em que elas se originaram, o pesquisador se baseou em dois critérios: os índices de precipitação anual encontrados atualmente, e os padrões de distribuição das aves amazônicas atuais.  
Durante um período de seca, a umidade na Amazônia pode ter diminuído tanto por uma redução nas chuvas quanto por um aumento na evaporação. Porém, durante essas fases, as regiões que apresentassem precipitação máxima continuariam tendo umidade suficiente para manter o crescimento e o desenvolvimento das florestas, enquanto as regiões com menor precipitação secariam, fazendo com que a vegetação florestal desaparecesse. Considerando que a maioria das características orográficas da região não mudou muito desde o Pleistoceno, Haffer supõe que as áreas de maior precipitação atuais devem coincidir com os refúgios florestais antigos. 
O outro critério usado para delimitar os refúgios foi escolhido após a observação de que os animais amazônicos pareciam não estender sua distribuição além do seu centro de vida ou área de origem. Isso significa que certas regiões apresentam uma grande variedade de espécies endêmicas quase isoladas, que não ultrapassam a delimitação desta área, mesmo ela estando atualmente contígua a floresta. Isso pode significar que um ancestral comum teve sua área de vida divida pela seca, e que cada população em seu refugio, sofreu especiação, gerando uma alta diversidade. 
Com o uso dos critérios descritos, Haffer delimitou  9 prováveis refúgios, são eles: Chocó, Nechí,Catatumbo, Imerí, Napo, Leste Peruano, Madeira-Tapajós, Belém e Guiana. 
Após o retorno do clima úmido, os fragmentos florestais tendem a ser reconectar, fazendo com que as populações animais interajam com as espécies de outros refúgios. Deste contado, chamando de zona de hibridação secundária, 3 situações possíveis são descritas por Haffer:
- Sobreposição geográfica: Ocorre quando o processo de especiação está completo, resultando em simpatria. Nestes casos, mesmo podendo haver sobreposição de área de distribuição, não há competição por nicho.
- Exclusão geográfica: Ocorre quando a especiação ainda não foi completamente concluída. Apesar de haver um isolamento reprodutivo, as populações ainda ocupam o mesmo nicho, causando competição. O resultado disso pode ser uma exclusão mútua causada por competição.
- Hibridação: Ocorre quando ainda não há isolamento reprodutivo, e as populações se misturam ao longo das zonas em que possuem contato. Esta situação pode levar à fusão destas populações.

A maioria das espécies de aves analisadas não aumentava a sua área de distribuição, e, se o faziam, espalhavam-se apenas para locais onde não houvesse competição de nicho. 
Assim, Haffer conclui seu trabalho propondo que a diversidade amazônica fora causada por diversos fatores, mas principalmente pela repetida contração e expansão das florestas, como resultado das variações climáticas durante o período Quaternário, o que teria levado animais a um processo repetido de isolamento e reencontro.

### Expansão dos estudos da Teoria dos Refúgios - visão geográfica

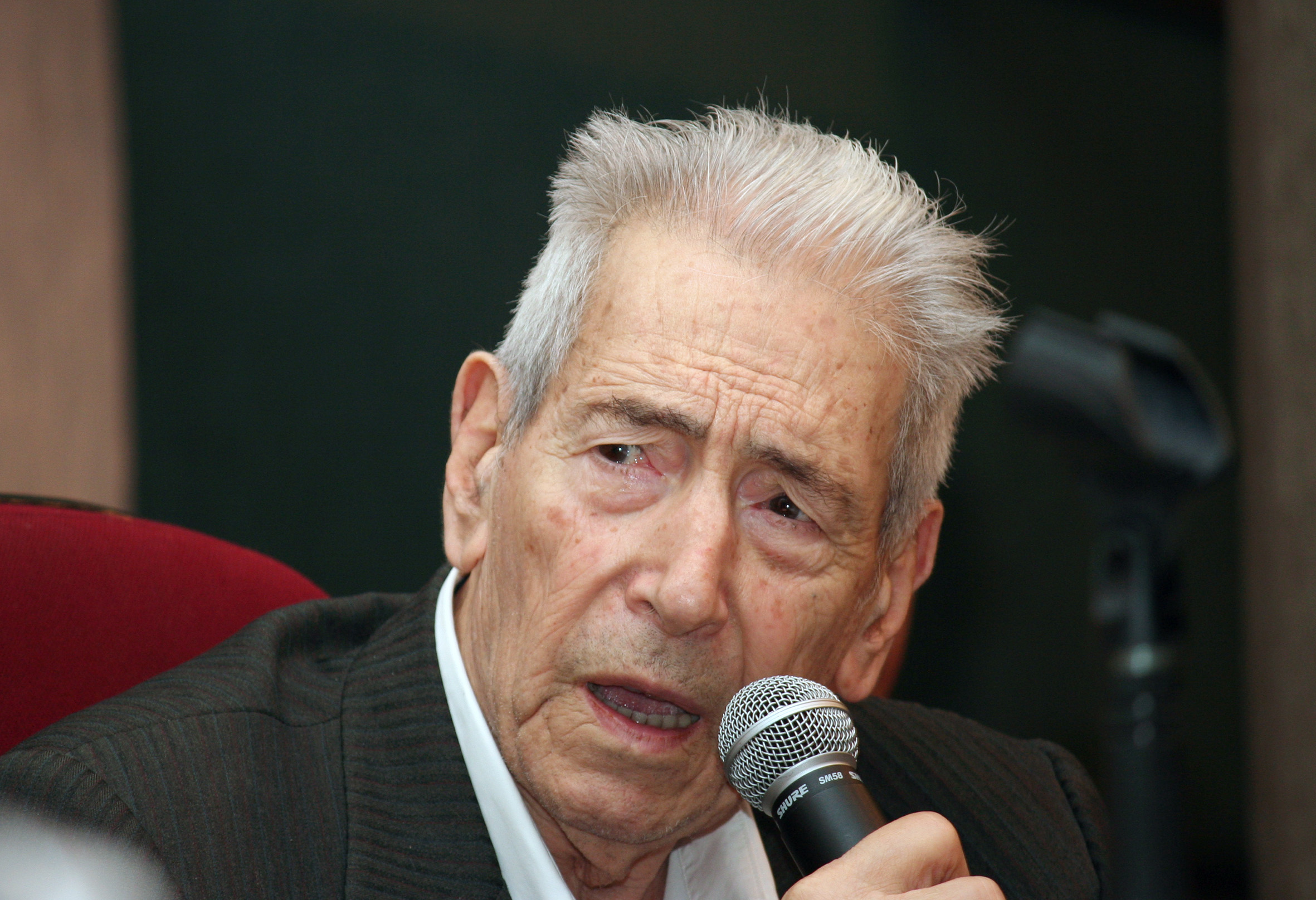
Aziz Nacib Ab'Sáber

Estudos sobre a evolução das paisagens se extrapolaram à região da bacia amazônica, sendo aplicado também ao estudo da paisagem geomorfológica brasileira e sulamericana, principalmente pelo geógrafo Aziz Nacib Ab'Sáber, que lançou bases epistemológicas para o que chamou de "capítulos finais da história geológica".
Ab'Sáber estudou as camadas superficiais dos solos em todo o país, descrevendo o que chamou de "Stone Lines", as linhas de pedra, como sendo um paleopavimento detrítico relativo às épocas secas do Pleistoceno aos modos como hoje são os solos popularmente chamados de "malhadas" no semiárido brasileiro. Ab'Sáber foi além e interpretou quais eram os tipos vegetacionais que se expandiram e regrediram durante as flutuações climáticas quaternárias, conceituando os refúgios, como sendo as áreas que preservaram a vegetação úmida retraída, redutos, as paisagens que são remanescentes da vegetação que se expandiu no passado e atualmente destoam do clima, estando suportados por condições edáficas e microclimáticas especiais e relictos, espécies vegetais dos redutos.
No Estado de São Paulo, a configuração paisagística original foi estudado por Adler Guilherme Viadana que através da interpretação de toponímias publicou um mapa da evolução da cobertura vegetal ao término do Último Maximo Glacial na passagem do Pleistoceno para o Holoceno.
Nos Planaltos do Sul do país, o geógrafo Pedro Hauck, interpretou a evolução das florestas de Araucárias em detrimento dos campos sub tropicais, lançando mão de estudos paleo palinológicos da equipe de Hermann Behling, interpretando-as à luz da Teoria dos Refúgios Florestais e ligando a origem dos Campos Gerais paranaenses e campos de cima da Serra de Santa Catarina e Rio Grande do Sul como um remanescente de um paleo cerrado miocênico.

### A Teoria dos Refúgios e a extinção da Megafauna

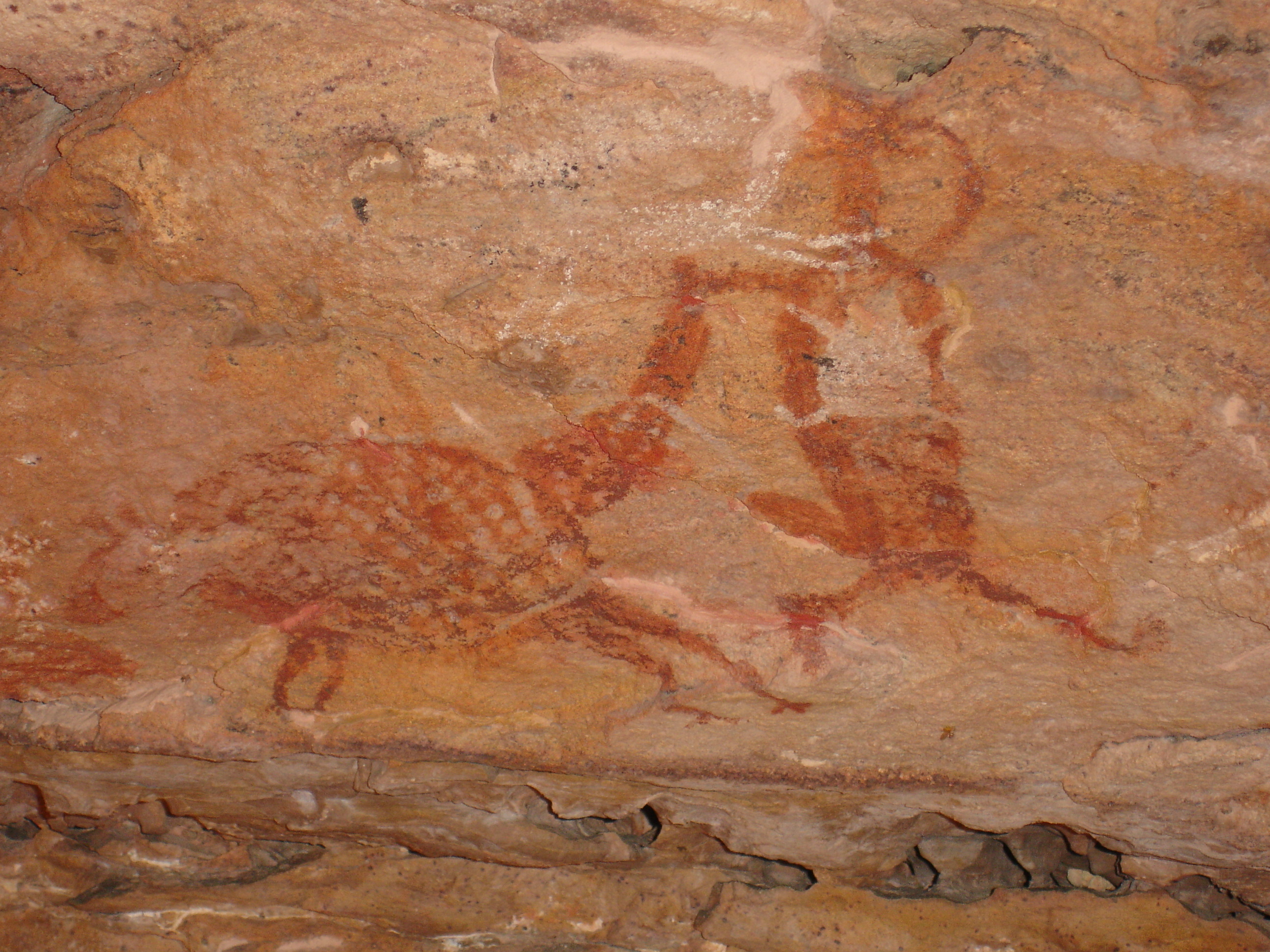
Pintura rupestre na Serra da Capivara onde houve um caso de extinção tardia de animais da Megafauna.

A extinção dos animais de grande porte pleistocênicos também foi estudado à luz da Teoria dos Refúgios Florestais. Estudando dados paleo palinológicos, dados arqueológicos e paleontológicos no Sudoeste do Piauí foi possível correlacionar a extinções de grandes animais com as flutuações climáticas Pleistocênicas e inclusive correlacionar a uma extinção tardia de um Gliptodonte datado de 5000 anos à existência de um refugio vegetacional da Serra da Gurguéia durante o Optimum climaticum.

## Críticas
A teoria dos refúgios se deparou com uma série de críticas desde seu lançamento. Após algumas décadas de estabilidade como melhor hipótese para se explicar os eventos de especiação e diversidade que ocorre na Amazônia, Mark B. Bush & Paulo E. de Oliveira, publicaram o artigo “The rise and fall of the Refugial Hypothesis of Amazonian Speciation: a paleoecological Perspective”, em que utilizam uma série de dados para críticar e tentar refutar a Teoria dos Refúgios. 
As críticas se basearam em:
- Dados biogeográficos insuficientes;
- Processo de especiação: o processo pode não ter sido necessariamente uma alopatria, considerando dados atuais de eventos de simpatria encontrados em algumas espécies;
- Padrões espaciais de especiação: As barreiras previstas não seriam o suficiente para provocar os padrões apresentados, sendo que a mesma barreira pode apresentar efeitos diferentes para espécies distintas;
- Várias espécies tiveram um processo de especiação contínuo, sem aumento súbito de espécies durante o quaternário;
- Outras barreiras devido a acontecimentos geológicos se mostraram barreiras geográficas mais efetivas;
- Tamanho das Áreas abertas insuficiente para provocar o evento;
- Clima tropical de eras glaciais e interglaciais não são tão simples (quente ou  frio e úmido ou seco), são mais complexos em com características diferentes, que tiveram durações diferentes;
- Mudança de clima e temperatura, no qual os locais demonstram na época estarem mais frias;
- A Amazônia é muito grande, e com clima heterogêneo, o que pode levar a dizer que não tiveram os acontecimentos de seca e inundação ao mesmo tempo, mas ocorrido em tempos diferentes, como os dados demonstram em alguns refúgios;
- Dados Paleoecológicos e moleculares[necessário esclarecer] não corroboram a Teoria.[9][10][11][12][13]